# Typosyllis setoensis
Typosyllis setoensis är en ringmaskart som beskrevs av Imajima 1966. Typosyllis setoensis ingår i släktet Typosyllis och familjen Syllidae. Inga underarter finns listade i Catalogue of Life.